# 梅村氏
梅村氏（うめむらし）とは、日本の氏族。

## 家紋について
梅村氏は全国に散らばっているが、家紋は異なっている。しかし、主に用いられているのは名字の通りに梅である。